# Bò sốt vang

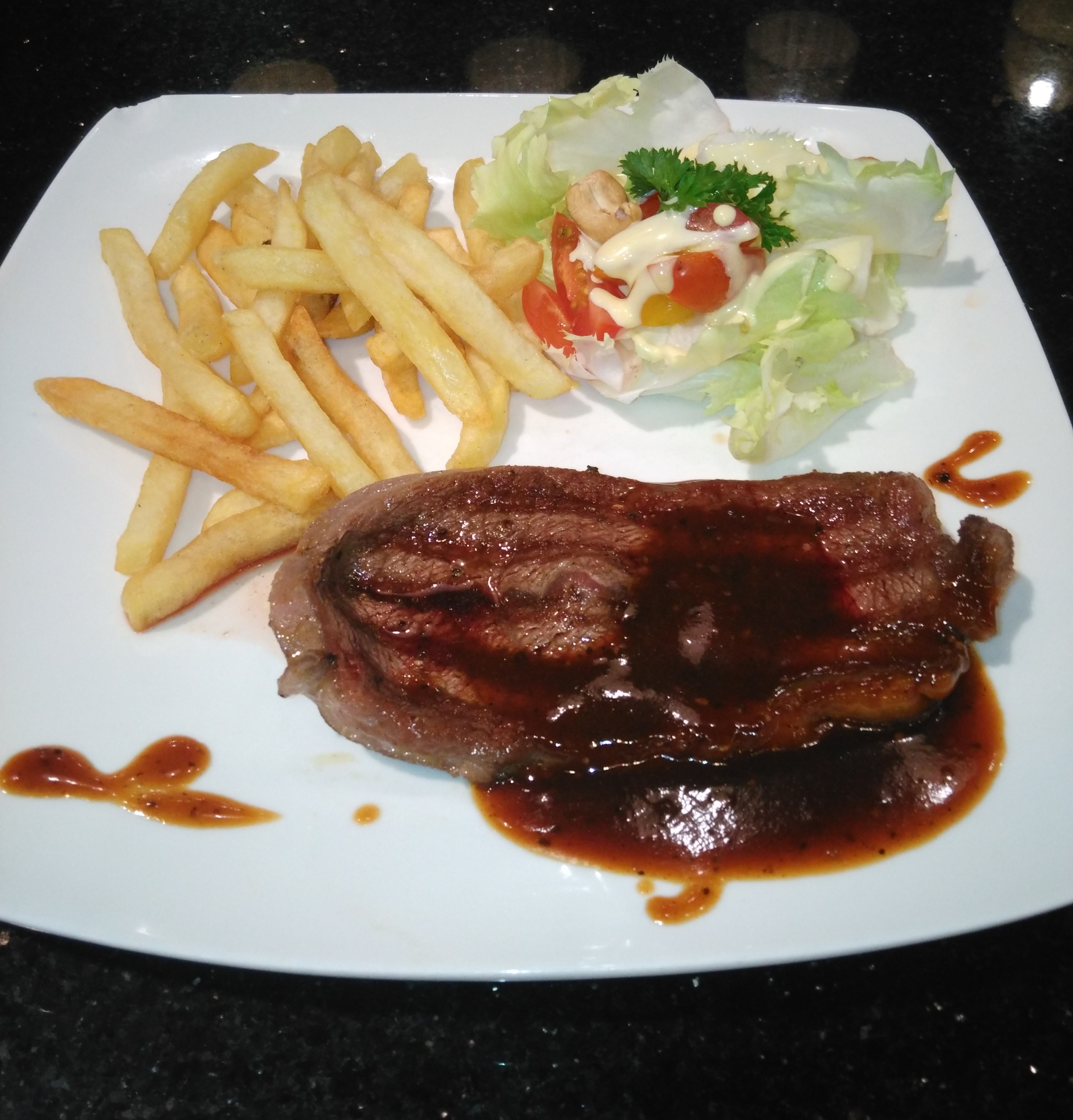
Bò xốt vang ở Việt Nam

Bò sốt vang là món ăn xuất xứ từ phương Tây, được nấu với nguyên liệu chính là thịt bò, rượu vang chát các loại, sử dụng hợp với thời tiết dịu mát và thường được ăn kèm với bánh mì hoặc cơm.

## Nguyên liệu

### Các nguyên liệu chính
- Thịt bò: chọn loại thịt dẻ sườn, gân bò, tránh chọn thịt bắp vì dễ bị bở
- Rượu vang: tùy thích chọn loại rượu vang đỏ và vang chát các loại, loại rượu vang sẽ quyết định chất lượng, mùi vị và màu sắc của thành phẩm. Nếu không có rượu vang có thể thay bằng bia nhưng mùi vị và màu sắc kém hấp dẫn hơn.
- Hành: hành củ, hành tây (chỉ lấy phần thân, không lấy phần lá)
- Cần tây
- Cà rốt
- Khoai tây
- Xương bò: dùng để ninh nước ngọt (có thể không cần mà thay bằng bột ngọt, hạt nêm).

### Nguyên liệu khác
- Gia vị: tỏi, muối, bột tiêu, gừng, quế hoặc lá quế (nếu không có thể thay bằng lá đinh hương, nguyệt quế), hồi, bột cà ri hoặc ngũ vị hương, chút bột mì hoặc bột đao (bột năng) v.v.
- Cà chua, một chút phẩm hoa hiên màu đỏ nếu cần.
- Rau thơm: rau mùi, hành hoa dùng để trang trí.
- Rượu vang hoặc rượu trắng.

## Cách làm
Thịt bò xắt miếng vừa phải, không xắt quá nhỏ vì khi ninh thịt bò có xu hướng teo lại (bò teo heo nở), ướp cùng với hành củ, tỏi, gừng băm nhuyễn, một chút bột tiêu, ngũ vị hương, bột ngọt, hạt nêm và một ít bột đao hay bột mì. Để lại một chút tỏi, gừng, hành đã băm để phi thơm trong mỡ. Cho một phần rượu ướp cùng và để thịt bò vào tủ lạnh trong khoảng 1 tiếng trước khi đem ra nấu.
Hành tây, cà rốt, khoai tây thái miếng vuông kích cỡ tuỳ ý.
Xương bò ninh cùng với hành tây theo tỷ lệ xương/hành tây khoảng 5/1. Hầm nhỏ lửa và vớt bọt liên tục. Vớt bỏ xương và hành, lọc lại nước hầm qua rây.
Phi thơm hành tỏi với một chút bơ, cho thịt bò vào đảo nhanh và đều tay trên lửa to cho miếng thịt săn và mặt thịt sạm lại, nhấc chảo ra khỏi bếp, không xào lâu.
Quế, hồi nướng cho thơm có thể tán nhuyễn gói trong túi vải, có thể để miếng tùy thích.
Trút thịt bò vào nước xương trong, hoặc nếu không dùng nước xương ninh thì có thể dùng nước đun sôi gia vào xăm xắp. Không nên cho nước lạnh sẽ khiến miếng thịt co lại và trở nên không ngọt. Cho hành tây xắt nhỏ vào nồi cùng với các gia vị (quế, hồi) và ninh nhỏ lửa trên bếp hoặc dùng nồi áp suất đun cho đến khi miếng thịt chín tương đối mềm (khoảng một giờ đồng hồ) thì gia cà chua xắt miếng, một chút phẩm hoa hiên để lấy màu. Hớt bỏ các lớp vỏ mỏng của cà chua.
Sau đó nếu cầu kì bạn có thể đổ thịt bò đã chín mềm ra ngoài và vớt một chút nước mỡ để xào khoai tây và cà rốt lên cho thấm gia vị rồi mới lại đổ thịt bò vào ninh cùng.
Sau khi các thứ đã chín mềm bạn mới cho hành tây vào nhé vì hành tây rất dễ chín.
Chuẩn bị 1 muỗng súp bột năng hoặc bột bắp (hay còn gọi là bột đao) hoà tan với 1 chén nước dùng nguội, đổ từ từ từng ít một vào nồi thịt vừa mềm còn đang sôi, khuấy đều tay, quan sát thấy nước hầm hơi sánh lại là ngưng, không nhất thiết phải dùng hết lượng bột đã pha.
Trút rượu (rượu sẽ có tác dụng làm cho thịt bò mềm và ngon hơn) vào và đun thêm khoảng mươi phút trước khi bắc ra.

## Trình bày và thưởng thức
Thịt bò sốt vang được cho ra các bát nhỏ, rắc hành hoa và rau mùi xắt nhỏ, ăn kèm với bánh mì nướng giòn; cơm; hoặc có thể cho lên bát phở để có món phở bò sốt vang.

## Biến thể
Một số dân tộc trên thế giới có thể sử dụng cả thịt cừu, thịt gà, thịt ngựa, thịt thỏ để nấu dạng sốt vang.